# Wouter van Oortmerssen
Wouter van Oortmerssen é um programador dos Países Baixos que, entre outras, criou a linguagem de programação esotérica FALSE.